# Алфавиты на основе кириллицы
В данном списке представлены языки, которые используют или когда-либо использовали алфавит на основе кириллицы. Большая часть символов кириллицы различных языков присутствует в Юникоде (см. Кириллица в Юникоде).

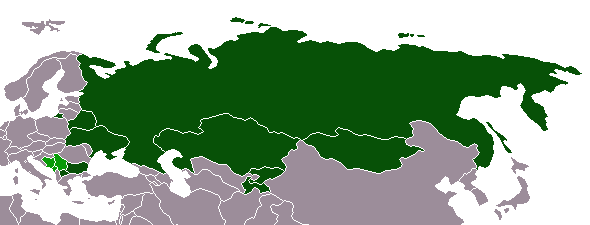
Карта распространения кириллических алфавитов

## Индоевропейские языки
- балтийские языки
  - латышский (кон. XIX века, параллельно с латинским)
  - литовский (кон. XIX века — 1904, параллельно с латинским)

- индоиранские языки
  - индийские (индоарийские) языки
    - цыганский (в Сербии и бывшем СССР с 1927)

  - иранские языки
    - белуджский (в Туркменистане с 1980-х)
    - ваханский — с 1990-х
    - курдский (на территории бывшего СССР с 1946, сейчас практически используется только на территории Армении и России)
    - осетинский (XVIII век — 1924; с 1938)
    - рушанский — с 1990-х
    - таджикский (с 1940)
    - горско-еврейский (татский) (с 1938. В Азербайджане с 1990-х функционирует на латинице, в Дагестане сохраняется кириллица)
    - шугнанский (с 1980-х)
    - ягнобский (с 1990-х)
    - язгулемский (с 1990-х)

- романские языки
  - молдавский (до 1932; 1937—1989 в советской Молдавии; до сих пор в Приднестровье)
  - румынский (до 1860-х)
  - ладино в некоторых сефардских публикациях, изданных в Болгарии.

- славянские языки
  - белорусский
  - болгарский
  - македонский (с 1945)
  - полесский (с 1988)
  - польский (попытки сер. XIX века)
  - русинский
  - русский
  - сербский
  - украинский
  - черногорский (в настоящее время в том числе на латинице)
  - старославянский (древнецерковнославянский)
  - церковнославянский (кроме хорватского и чешского глаголических изводов)

## Кавказские языки
- абазинский (с 1938)
- абхазский (1862—1926; с 1954)
- аварский (XIX век, параллельно с арабским; с 1938)
- агульский (с 1990)
- адыгейский (с 1938)
- арчинский (попытки с 2000-х)
- ахвахский (попытки с 1980-х)
- даргинский (кон. XIX — нач. XX веков, параллельно с арабским; с 1938)
- ингушский (с 1937)
- кабардинский (кабардино-черкесский) (кон. XIX — нач. XX веков, параллельно с арабским; с 1936)
- каратинский (с 1990-х)
- кубачинский (попытки с 1990-х)
- лакский (кон. XIX — нач. XX веков, параллельно с арабским; с 1938)
- лезгинский (кон. XIX — нач. XX веков, параллельно с арабским; с 1938)
- рутульский (с 1990)
- табасаранский (с 1938)
- удинский (попытки 1990-х, параллельно с латинским)
- хиналугский (попытки 1990-х)
- цахурский (с 1990, параллельно с латинским)
- цезский (с 1993)
- чеченский (с 1938, в 1991—2000 также латиница)

## Китайско-тибетские языки
- китайская ветвь
  - дунганский (с 1953)

## Чукотско-камчатские языки
- ительменский (с 1980-х)
- корякский (с 1937)
- чукотский (с 1937)

## Монгольские языки
- бурятский (попытки кон. XIX — нач. XX веков, параллельно с монгольским; с 1939)
- даурский (попытка 1957)
- калмыцкий (1924—1930; с 1938)
- монгольский (с 1940)
- монгорский (попытка 1958)

## Тунгусо-маньчжурские языки
- нанайский (попытки кон. XIX века; 1928—1929; с 1937)
- негидальский (с 2009)
- орокский (с 2008)
- орочский (с 2000-х)
- сибинский (попытка 1957)
- удэгейский (с 1937)
- ульчский (с 2001)
- эвенкийский (попытки XIX века; с 1937)
- эвенский (с 1937)

## Тюркские языки
- азербайджанский (1939—1991; параллельно с латиницей в 1991—2001. В Дагестане используется по настоящее время[1]; в Иране наряду с арабским алфавитом)
- алтайский (1845—1928; с 1938)
- башкирский (кон. XIX — нач. XX веков, параллельно с арабским; с 1940)
- гагаузский (попытки кон. XIX — нач. XX веков; 1957—1990-е, в настоящее время — параллельно с латинским алфавитом)
- долганский (с 1973)
- казахский (кон. XIX — нач. XX веков, параллельно с арабским; с 1940)
- караимский (XX век)
- каракалпакский (1940-е—1994, применяется и сейчас)
- карачаево-балкарский (с 1936)
- киргизский (с 1940)
- крымскотатарский (с 1938; с 1990-х также используется латиница)
- крымчакский (1990-е)
- кумандинский (попытки с 1990-х)
- кумыкский (с 1938)
- ногайский (с 1938)
- сойотско-цатанский (с 2000-х)
- татарский (кон. XIX — нач. XX веков, параллельно с арабским; с 1938)
- телеутский (с 2004)
- тофаларский (с 1988)
- тувинский (попытки 1920-х; с 1941)
- туркменский (1940—1995, используется и сейчас наряду с латиницей)
- узбекский (1940—1993; с 1993 используется наряду с латиницей)
- уйгурский (с 1947)
- хакасский (кон. XIX века — 1929; с 1939)
- чувашский (с кон. XVIII века)
- шорский (кон. XIX века — 1929; с 1938)
- якутский (XIX век — 1917; с 1939)

## Уральские языки
- самодийские языки
  - нганасанский (с 1990-х)
  - ненецкий (попытки кон. XIX века; с 1937)
  - селькупский (попытки кон. XIX века; с 1937)
  - энецкий (попытки с 1980-х)
- финно-угорские языки
  - вепсский (попытки начала XX века; конца 1930-х; конца 1980-х — начала 1990-х; 2010-х)
  - водский (попытки 2000-х — 2010-х)
  - ижорский (попытки 2000-х — 2010-х)
  - карельский (XIX — нач. XX веков; 1937—1940)
  - коми (см. также древнепермское письмо)
    - коми-зырянский (нач. XIX века — 1930; с 1936)
    - коми-пермяцкий (кон. XIX века — 1930; с 1936)
    - коми-язьвинский (с 2003)

  - мансийский (вогульский) (попытки нач. XX века; с 1937)
  - марийские (с кон. XVIII века)
  - мордовские языки
    - мокшанский (с кон. XVIII века)
    - эрзянский (с кон. XVIII века)

  - саамский (попытки кон. XIX века; 1937—1938; с 1982 (только в России))
  - удмуртский (с кон. XVIII века)
  - хантыйский (попытки кон. XIX — нач. XX веков; с 1937)

## Другие языки
- алеутский язык (XIX — нач. XX веков; с 1990-х)
- алютикский язык (XIX — нач. XX веков; с 1990-х)
- ассирийский (айсорский, новосирийский) (на территории бывшего СССР в 1920-е годы)
- кетский (с 1980-х)
- нивхский (с 1937)
- тлинкитский (попытки XIX — нач. XX веков)
- эскимосский язык (попытки кон. XIX века; с 1937, на территории России)
- юкагирский язык (с 1987)

- искусственные языки
  - всеславянский язык Крижанича
  - межславянский язык